# 2006 par pays en Afrique
Les évènements de l'année 2006 en Afrique. 

## Continent africain

### Premier trimestre
- 20 janvier : début de la Coupe d'Afrique des nations de football 2006 en Égypte.

## Cap-Vert
- 22 janvier : le Parti africain pour l'indépendance du Cap-Vert (PAICV, socialiste) obtient 52,3 % des voix et 41 sièges sur 72 à l’Assemblée nationale, se maintenant ainsi au pouvoir auquel il avait accédé il y a 5 ans. Le Premier ministre José Maria Neves, Président du PAICV, devrait être reconduit dans ses fonctions.
- 12 février : le président de la République du Cap-Vert Pedro Pires, candidat du PAICV (socialistes) est réélu pour un deuxième quinquennat avec 50,98 % des voix contre 49,02 % à Carlos de Carvalho Vega, candidat du MPD (conservateurs).

## République démocratique du Congo
- 18 février : promulgation de la constitution de la IIIe République par le président Joseph Kabila.

## Côte d'Ivoire
- 28 février : ouverture à Yamoussoukro, la capitale officielle, d'un sommet extraordinaire réunissant tous les protagonistes de la crise ivoirienne — il s'agit de la première rencontre en terre ivoirienne des principaux dirigeants depuis le début de la guerre civile, en septembre 2002 — en présence du président de la République, Laurent Gbagbo, du Premier ministre, Charles Konan Banny, du chef des rebelles, Guillaume Soro, et des dirigeants des deux principaux partis d'opposition, l'ex-Premier ministre Alassane Ouattara et l'ancien chef de l'État Henri Konan Bédié.

## Égypte
- 10 février : découverte dans la vallée des Rois, d'une nouvelle tombe royale (la tombe KV63), contenant le sarcophage de la reine Kiya, mère du pharaon Toutânkhamon.